# Красені буки
Кра́сені бу́ки — ботанічна пам'ятка природи місцевого значення. Розташована на території Пилявської сільської ради Тиврівського району Вінницької області (Тиврівське лісництво, кв. 8, діл. 5) між селами Тростянець та Пилява. Оголошений відповідно до Рішення 11 сесії Вінницької обласної Ради 23 скликання від 17.12.1999 р. Охороняється штучно створене високопродуктивне насадження дуба з участю бука європейського віком 70 років.